# Територијална одбрана Републике Словеније
Територијална одбрана Републике Словеније (словен. Teritorialna obramba Republike Slovenije — TO RS) била је претходница Оружаних снага Словеније. Име је добила по Територијалној одбрани Југославије.

## Историја
Након совјетске инвазије на Чехословачку 1968. године, Југословенски политички самит усвојио је доктрину опште народне одбране  и успоставио Територијалне одбрамбене снаге. После победе демократске политичке странке у Словенији 1990. године, централна власт у Београду наредила је разоружање ТО Словеније, одлука је практично игнорисана. Много оружја је касније нестало из складишта залиха и касније је предато почетним јединицама територијалне одбране Републике Словеније.
Штаб ТО основан је 20. новембра 1968. године. Рани развој ове војне команде био је готово искључиво у рукама словеначких официра. Савезна војска је 1990. године насилно заузела Републички штаб Територијалне одбране. Након овог инцидента, Словенија је одредила нови штаб, који је преузео команду над Словеначком војском. Мај 1991. је означио отварање првих центара за војну обуку на Игу у Љубљани; Пекре и Марибора. Први регрути су положили заклетву 2. јуна.
Командни језик у ТО је био словеначки, а то је било организовано у виду помоћних ударних снага ЈНА. После 1990. године организована је као посебна војска, која је коначно формирана у месецима пре независности, у складу са словеначким Уставом, који је већ усвојен 1990. године.

## Опрема

### Мало оружје
- Аутоматска пушка Застава М 70АБ
- Пиштољ Токарев ТТ-33
- митраљез МГ 34
- Противтенковска вођена ракета Фагот
- СКС карабин Југословенска верзија М59/66
- Противтенковска вођена ракета Маљутка
- Стрела 2 МАНПАД
- Противтенковски ракетни бацач М80 Зоља
- Митраљез опште намене МГ42 југословенска верзија М53
- Пушка М48, укључујући снајперску верзију
- Пушкомитраљез МГВ-176
- Пушкомитраљез М56 Југословенска верзија МП40
- М60 бестрзајни топ
- Лаки митраљез М72
- снајперска пушка М76
- Противтенковски ракетни бацач М79 Оса
- митраљез М84
- Пушкомитраљез М49 Југословенски ППШ -41
- РБ М57
- Аутоматска пушка САР 80
- Противтенковска ракета 3М6 Шмел

### Возила
- Главни борбени тенк М-84
- Тенк М-36
- Главни борбени тенк Т-54/55
- Средњи резервоар Т-34/85
- Верзија БТР-50 са поо
- Самоходна хаубица 2С1 "Каранфил"
- БОВ БТР
- Оклопни аутомобил БРДМ-2
- БМП БМП М-80
- Војни камион TAM 5000
- Сув Puch G
- Камион TAM-110

### Артиљерија
- М75 20мм ААГ
- Вишецевни ракетни бацач М-63 Пламен
- БОВ-3 СПААГ
- ЗСУ-57-2
- М53/59 Прага
- 9К31 Стрела-1 САМ

### Авиони
| Авион               | Порекло          | У служби |
| ------------------- | ---------------- | -------- |
| УТВА-75             | Југославија      | 14       |
| СОКО СА 341 Газела  | Југославија      | 1        |
| Белл 206 ЈетРангер  | Сједињене Државе | 3        |
| Звоно 412           | Сједињене Државе | 1        |
| Нека Л-410 Турболет | Чешка            | 1        |
| Агуста АВ109        | Италија          | 1        |